# شاون طوب
شاون طوب (بالإنجليزية: Shaun Toub)‏ وهو ممثل أفلام وتلفزيون إيراني أمريكي ولد في سنة 1965 في مدينة طهران عاصمة إيران، مثل في فلم آيرون مان في 2008 ومثل في فلم تصادم في 2004 وفي فلم عداء الطائرة الورقية في 2007 ومثل في مسلسل أرض الوطن في 2014.

## الأعمال
- القصة الأصلية
- آيرون مان
- عداء الطائرة الورقية
- أرض الوطن

## روابط خارجية
- شاون طوب على موقع IMDb (الإنجليزية)
- شاون طوب على موقع قاعدة بيانات الأفلام العربية
- شاون طوب على موقع ألو سيني (الفرنسية)
- شاون طوب على موقع أول موفي (الإنجليزية)
- شاون طوب على موقع قاعدة بيانات الأفلام السويدية (السويدية)
- شاون طوب على موقع قاعدة بيانات الفيلم (الإنجليزية)
- شاون طوب على موقع كينوبويسك (الروسية)